# Shuangluan
Shuangluan (双滦区,  Shuāngluán Qū) ist ein chinesischer Stadtbezirk der bezirksfreien Stadt Chengde (früher: Jehol, Rehe 热河) in der Provinz Hebei. Der Stadtbezirk hat eine Fläche von 456,8 km² und zählt 146.878 Einwohner (Stand: Zensus 2010). Sein Hauptort ist die Großgemeinde Shuangtashan (双塔山镇,  Shuāngtǎshān).
Shuangluan liegt am Fluss Luan He (滦河).
Der nächste größere Flughafen ist Beijing Capital International Airport (~ 200 km).

## Administrative Gliederung
Auf Gemeindeebene setzt sich Shuangluan aus zwei Straßenvierteln, vier Großgemeinden, einer Gemeinde und einer Nationalitätengemeinde zusammen. Diese sind:
- Straßenviertel Yuanbaoshan 元宝山街道
- Straßenviertel Gangcheng 钢城街道
- Großgemeinde Shuangtashan 双塔山镇
- Großgemeinde Luanhe 滦河镇
- Großgemeinde Damiao 大庙镇
- Großgemeinde Pianqiaozi 偏桥子镇
- Gemeinde Chenzhazi 陈栅子乡
- Gemeinde Xidi der Manju 西地满族乡